# 설태수
설태수(1995년 2월 6일 ~ )는 대한민국의 축구 선수이며 포지션은 미드필더이다. 2020년 K3리그 천안시 축구단에서 활약했다.

## 선수 생활
설태수는 2008년 울산 현대중학교에 입학하였으며, 이듬해 광성중학교로 전학하였다. 이후 용호고등학교 축구부에 입단하였다. 울산대학교에서 대학 축구 리그에 돌입하였으며, 제46회 추계대학축구연맹전 32강전에서 아주대학교 축구부를 상대로 결승골을 기록하였다.
2016년 1월 28일 설태수는 K리그 클래식 울산 현대에 신인 자유계약으로 입단하였다. 그러나 K리그 클래식 2017 시즌에는 한 경기도 출전하지 못하고, 시즌을 끝마쳤다.
이후 2018년에는 대전 한국철도 축구단에서 뛰다가, 2019년부터는 천안시 축구단에서 뛰고있다.